# Kasteel van Eke
Het Kasteel van Eke is een kasteel in de tot de Oost-Vlaamse gemeente Nazareth gelegen plaats Eke, gelegen aan de 's-Gravendreef 5.

## Geschiedenis
Het kasteel, dat niet ver van de Schelde is gelegen, was de zetel van de heerlijkheid Eke. Het werd in de 15e eeuw en in de 16e eeuw vernield. Er was sprake van een mottekasteel binnen een dubbele omgrachting, waarvan de gracht werd gevoed door de Oude Schelde.
In 1753-1762 werd een nieuw kasteel gebouwd met dubbele rechthoekige omgrachting. Dit gebeurde in opdracht van de graaf de Lichtervelde. Het kasteel werd in 1918, bij de terugtocht van het Duitse leger, zwaar beschadigd en weinige jaren later werd het gesloopt. De bijgebouwen van 1755 werden omgebouwd tot woningen.
In 1972 werd nog een autobaan, de N60, aangelegd dwars door het kasteeldomein.
Van het kasteel bleven slechts de dienstgebouwen over, met Lodewijk XVI-stijlelementen.